# 中原勇
中原 勇（なかはら いさむ、1950年9月12日 - ）は、鹿児島県鹿児島市出身の元プロ野球選手（投手）。

## 来歴・人物
鹿児島高では、2年生の時に一塁手として第49回全国高等学校野球選手権大会に出場した（初戦で仙台商業高校に完封負けを喫したが、ヒット1本を記録している）。
高校卒業後は、社会人野球の日本鉱業佐賀関に入団し、投手に転向した。1969年のプロ野球ドラフト会議で東映フライヤーズから2位指名を受け、プロ入りを果たす。
左オーバースローからストレート、シュート、決め球は落ちるカーブを武器とし、178センチ、70キロと細身の体格から投げ下ろすボールは威力があり、左の中継ぎとして活躍した。
プロ1年目の1970年には、イースタン・リーグで最優秀防御率のタイトルを獲得し、一軍でも初登板を含む21試合に登板している。チームの愛称が変更された1974年には、高橋直樹が「1人で1試合の勝利投手とセーブ投手を独占」という珍記録を残した試合に登板した事もあった。しかし、1975年と1976年は故障により登板できず、1977年も4試合の登板に終わり、オフに金銭トレードで阪神タイガースへ移籍。だが、タイガースでは公式戦登板の機会がなく、1978年限りで現役を引退した。
引退した1年後に地元鹿児島に帰郷し、当初はスナックを経営。その後、自宅でもつ鍋・焼き鳥店を営んでおり、その傍らで千葉ロッテマリーンズの春季キャンプの手伝いも行っていた。

## 詳細情報

### 年度別投手成績
| 年 度     | 球 団              | 登 板 | 先 発 | 完 投 | 完 封 | 無 四 球 | 勝 利 | 敗 戦 | セ 丨 ブ | ホ 丨 ル ド | 勝 率 | 打 者 | 投 球 回 | 被 安 打 | 被 本 塁 打 | 与 四 球 | 敬 遠 | 与 死 球 | 奪 三 振 | 暴 投 | ボ 丨 ク | 失 点 | 自 責 点 | 防 御 率 | W H I P |
| --------- | ------------------ | ----- | ----- | ----- | ----- | -------- | ----- | ----- | -------- | ----------- | ----- | ----- | -------- | -------- | ----------- | -------- | ----- | -------- | -------- | ----- | -------- | ----- | -------- | -------- | ------- |
| 1970      | 東映 日拓 日本ハム | 21    | 7     | 1     | 0     | 0        | 3     | 2     | --       | --          | .600  | 281   | 67.0     | 63       | 6           | 22       | 1     | 1        | 24       | 0     | 0        | 29    | 26       | 3.49     | 1.27    |
| 1971      | 東映 日拓 日本ハム | 43    | 3     | 0     | 0     | 0        | 2     | 3     | --       | --          | .400  | 288   | 63.2     | 74       | 13          | 25       | 2     | 3        | 24       | 2     | 0        | 44    | 38       | 5.34     | 1.55    |
| 1972      | 東映 日拓 日本ハム | 7     | 0     | 0     | 0     | 0        | 0     | 0     | --       | --          | ----  | 28    | 6.0      | 7        | 0           | 1        | 0     | 1        | 2        | 0     | 0        | 3     | 3        | 4.50     | 1.33    |
| 1973      | 東映 日拓 日本ハム | 9     | 0     | 0     | 0     | 0        | 0     | 1     | --       | --          | .000  | 26    | 6.2      | 5        | 2           | 1        | 0     | 0        | 3        | 0     | 0        | 3     | 3        | 3.86     | 0.90    |
| 1974      | 東映 日拓 日本ハム | 20    | 0     | 0     | 0     | 0        | 0     | 0     | 0        | --          | ----  | 49    | 11.1     | 14       | 1           | 3        | 0     | 0        | 8        | 0     | 0        | 6     | 6        | 4.91     | 1.50    |
| 1977      | 東映 日拓 日本ハム | 4     | 0     | 0     | 0     | 0        | 0     | 0     | 0        | --          | ----  | 19    | 3.1      | 6        | 1           | 1        | 0     | 2        | 1        | 0     | 0        | 3     | 3        | 9.00     | 2.10    |
| 通算：6年 | 通算：6年          | 104   | 10    | 1     | 0     | 0        | 5     | 6     | 0        | --          | .455  | 691   | 158.0    | 169      | 23          | 53       | 3     | 7        | 62       | 2     | 0        | 88    | 79       | 4.50     | 1.41    |

- 東映（東映フライヤーズ）は、1973年に日拓（日拓ホームフライヤーズ）に、1974年に日本ハム（日本ハムファイターズ）に球団名を変更

### 背番号
- 16 （1970年 - 1972年）
- 47 （1973年 - 1976年）
- 12 （1977年）
- 48 （1978年）